# 朝鮮出漁
朝鮮出漁（ちょうせんしゅつりょう）は、明治以後行われた日本漁船による朝鮮近海への出漁のこと。

## 概要
明治日本の沿岸漁業は技術の近代化の反面、乱獲などによって漁獲量は伸び悩み、日本から離れた海域を漁場とする海外漁業が行われた。西日本の漁民による朝鮮近海への出漁もその延長上にあると考えられている。
明治維新以後、初期の段階においては日本・朝鮮間の外交関係が途絶していたこと（→征韓論・征韓論政変・江華島事件）、1876年に結ばれた日朝修好条規、続く1883年に結ばれた日朝貿易条約には漁業に関する規定がなかったことにより、トラブルも頻発した。済州島では日本側の新しい漁法によって乱獲が進み、現地の漁民の生活が脅かされているとして済州島住民による抗議活動が行われ、朝鮮側も取り上げたことから、日本政府は1884年から済州島周辺への出漁を差し止める措置を取ったが、実際にはそれが徹底されることはなく、1887年に日本の漁船がアワビを採集するだけでなく、漁民が島に上陸してニワトリ・ブタを強奪し、抵抗した地元住民1名を殺害したことが問題となった。
こうした問題を解決するために日朝間の漁業協定の締結が急がれ、1890年には日本朝鮮両国通漁規則が締結され、翌年には済州島周辺への日本漁船の出漁が再開された。同規則の体裁は平等条約であったが、当時の朝鮮の漁民には日本近海に出漁するだけの能力を持たなかったことから、実質においては日本側による一方的な朝鮮近海への出漁しか行われることはないことは明らかであり、実質的には不平等条約であった。また、規則では日本漁民の朝鮮国土への上陸は禁止されていたが、日本の漁民の立場からすれば漁獲物の保管・一次加工場などの陸地（朝鮮側）での設置は欠かせないものであり、強引に上陸することによって地元住民とのトラブルが絶えることはなかった。
こうした問題にもかかわらず、中国・四国・九州の各地方の漁村から朝鮮近海への出漁は増加の一途をたどり、日本朝鮮両国通漁規則が締結された1890年には718隻であった朝鮮近海における通漁漁船数が、1900年には1893隻、1906年には3129隻に増加し、1910年が実施された3960隻へと増加し、1910年の日韓併合によって日本朝鮮両国通漁規則などの国際法的な制約が実質上撤廃されると、日本近海と同じように日本漁船による出漁が行われるようになった。また日本の漁民が巨文島などに移住し、漁業の拠点を築いた。